# Гірне (Донецький район)
Гі́рне — селище Харцизької міської громади Донецького району Донецькій області, Україна. Розташоване поблизу річки Кринки за 34 км від Донецька. Відстань до Харцизька становить близько 6 км і проходить автошляхом місцевого значення.

## Населення

### Мова
Розподіл населення за рідною мовою за даними перепису 2001 року:
| Мова            | Кількість | Відсоток |
| --------------- | --------- | -------- |
| російська       | 3535      | 90.73%   |
| українська      | 327       | 8.39%    |
| циганська       | 15        | 0.39%    |
| білоруська      | 3         | 0.08%    |
| вірменська      | 2         | 0.05%    |
| грецька         | 1         | 0.03%    |
| інші/не вказали | 13        | 0.33%    |
| Усього          | 3896      | 100%     |

За даними перепису 2001 року населення селища становило 3896 осіб, із них 8,39 % зазначили рідною мову українську, 90,73 %— російську, 0,39 %— циганську, 0,08 %— білоруську, 0,05 %— вірменську та 0,03 %— грецьку мову.